# Inga sinacae
Inga sinacae är en ärtväxtart som beskrevs av Mario Sousa och Ibarra-manriquez. Inga sinacae ingår i släktet Inga och familjen ärtväxter. IUCN kategoriserar arten globalt som starkt hotad. Inga underarter finns listade i Catalogue of Life.